# Love Beyond Frontier
Love Beyond Frontier (em tailandês:  อุบัติรักข้ามขอบฟ้า; RTGS: Ubat Ruk Karm Kob Fah) é uma série tailandesa produzida pela GMMTV e exibida pela GMM 25 de 12 de maio a 4 de agosto de 2019, estrelada por Perawat Sangpotirat, Tipnaree Weerawatnodom, Thitipoom Techaapaikhun e Ramida Jiranorraphat.
Um remake do lakorn de 2008 com o mesmo título, Love Beyond Frontier, foi uma das treze séries de televisão de 2019 lançadas pela GMMTV em seu evento "Wonder Th13teen" em 5 de novembro de 2018.

## Elenco

### Elenco principal
- Perawat Sangpotirat (Krist) como Wang
- Tipnaree Weerawatnodom (Namtan) como Pat
- Thitipoom Techaapaikhun (New) como Win
- Ramida Jiranorrapha (Jane) como Ple

### Elenco de apoio
- Penpak Sirikul (Tai) como Rose
- Apasiri Nitibhon (Um) como Pa
- Leo Saussay como Phu
- Jirawat Wachirasarunpat (Wo) como Bo
- Nachat Juntapun (Nicky) como agente
- Praeploy Oree como uma enfermeira
- Sumet Ong como Chuang, pai de Pat

## Trilha sonora
| Título da música | Título romanizado | Artista(s)                  | Ref.  |
| ---------------- | ----------------- | --------------------------- | ----- |
| ยิ่งรักยิ่งเจ็บ        | Ying Ruk Ying Jeb | Perawat Sangpotirat (Krist) | [ 6 ] |